# Родионцево (городской округ Истра)
Родионцево — деревня, расположенная в Бужаровском сельском поселении Истринского района Московской области. Население — 6 чел. (2010), в деревне 4 улицы, зарегистрировано 4 садовых товарищества.
Находится примерно в 21 км на север от Истры, высота над уровнем моря 189 м.

## Население
| 2002 | 2006 | 2010 |
| ---- | ---- | ---- |
| 8    | ↗9   | ↘6   |